# Adam Sandler
Adam Richard Sandler, ameriški igralec, komik, producent in glasbenik, * 9. september 1966, Brooklyn, New York.